# 対話型法律人工知能
対話型法律人工知能（たいわがたほうりつじんこうちのう、ローボット（英: Lawbot））は直（じか）に顧客と接する、広範な種類の法律人工知能アプリケーションであって、特別な法律上の、文書自動作成や計算機支援法律情報検索（英語: computer-assisted legal research）のように仕事を自動化するよう使われる。
ロボット弁護士（英: robot lawyer）と弁護士ボット（英: lawyer bot）は対話型法律人工知能の同義語である。ロボット弁護士や弁護士ボットは、パラリーガルや法律事務所の若い所員によってたいていなされるものであるような仕事ができる法律人工知能アプリケーションを意味する。
しかしながら、その用語の正しさに関する幾つかの議論がある。

## 解説
法律人工知能は弁護士でもロボットでもない技術的な言い回しであり、そして
そのような意味で用いるべきではないと幾人かの評論家たちは言う。他の評論家たちはその用語が誤解されるかもしれないことを信じる、そして将来のロボット弁護士はアプリケーションすべてにわたる単一のものにならないけれども、多くの専用のタスク向けのボットのひとつの寄せ集めであることに着目する。

## 自律性の水準
人工知能による自動化された法的推論について、以下の'自律性の水準'（英: levels of autonomy 、略してLoA）が提案された。
- 水準0（LoA0）：人工知能の法的推論について自動化がない。
- 水準1（LoA1）：人工知能の法的推論について簡単な支援がある。
- 水準2（LoA2）：人工知能の法的推論について高度な支援がある。
- 水準3（LoA3）：人工知能の法的推論について半自律的な自動化がある。
- 水準4（LoA4）：人工知能の法的推論について限定的な自律性がある。
- 水準5（LoA5）：人工知能の法的推論について完全な自律性がある。
- 水準6（LoA6）：人工知能法の法的推論について人間を超える自律性がある。

## 事例
他のアプリケーションが法律事務所の弁護士向けのツールであるなかで、幾つかの法律人工知能ソリューションは顧客や消費者へ直接に向けて開発され商用化されている。

## 法律産業への打撃
2016年の報告で、デロイトは、自動化につれて次の20年で正味イギリスだけで110,000以上の法律業務がなくなることを見積もった。

## 法律や裁判へのアクセス
すくなくとも最後の世代について、すべてのプログラムとリソースが、アメリカ合衆国の低所得者の民事の法的需要の２０％の公正な番地へのアクセスを保障するよう捧げてきたことを広く見積もられてきた。

## 技術的限界
計算機プライバシー（英:  computational privacy）、説明可能機械学習、ベイジアン深化学習（英:  Bayesian deep learning）、知識集中機械学習（英: knowledge intensive machine learning ）、及び転移学習のような分野における現在の研究は、私たちが水準4から水準6までを可能とする技術を未だ有していないことを明らかにする。